# Богиня
Богинята е женско Божество, което притежава свръхестествени сили в политеистичните религии. В тях богините са асоциирани обикновено с определени богове като техни съпруги или дъщери, макар това невинаги да е така. Богините най-често притежават характерните за жените качества, които са изведени в божествена висота при тях, тоест са в изчистен и величав вид, но в някои случаи притежават общи за хората характеристики като мъдрост (Атина Палада), а друг път по-скоро нехарактерни за жените качества като способността да се побеждава в битка или успехът в лова (Артемида).
Силно търсене към жената богиня и женското божествено начало, особено в Индуизма (с неговото разнообразие и значимо място на преклонение към женските божества), има след Ню Ейджа и модерния феминизъм.
Богини в Древен Египет: Тефнут, Нут, Нефтида, Изида; Амунет; Сатис, Анук
Месопотамия: Ищар
Славянска митология: Лада, Морана
Скандинавска митология: Фрейя, Гефьон, валкирии